# Serious Sam
Serious Sam est une série de jeux vidéo de tir à la première personne développée par Croteam, mettant en scène Sam « Serious » Stone.

## Synopsis
Le héros est un homme appelé Sam «Serious» Stone. Dans Serious Sam : Premier Contact, il est envoyé en Égypte ancienne pour combattre une invasion extraterrestre et essayer de retrouver Mental, le chef ennemi originaire de la planète Sirius. Il visite divers lieux célèbres tels que Louxor, Karnak et les environs de la grande pyramide de Gizeh. Il est possible de découvrir des niveaux secrets en empruntant certains passages.
Dans Serious Sam : Second Contact, Sam se retrouve successivement projeté en Amérique centrale à l'époque des Mayas, à Persépolis, et enfin dans la Pologne médiévale.
Dans Serious Sam II, le héros fait cette fois-ci escale sur plusieurs planètes dont Sirius, pour, espère-t-il, en finir définitivement avec Mental.
Dans Serious Sam 3: BFE, Sam combat les troupes de Mental, en Égypte, à notre époque. Le jeu se déroule avant le premier épisode de la série ; c'est une préquelle.
Ce jeu comporte peu de produits dérivés et une multitude de secrets, ce qui lui donne son dynamisme.

## Jeux de la franchise
- 2001 : Serious Sam : Premier Contact (Windows)
- 2002 : Serious Sam : Second Contact (Windows)
- 2002 : Serious Sam (Xbox)
- 2004 : Serious Sam: Next Encounter (PlayStation 2 et GameCube)
- 2004 : Serious Sam Advance (Game Boy Advance)
- 2005 : Serious Sam II (Windows et Xbox)
- 2009 : Serious Sam HD: The First Encounter (Windows, Linux[2] et Xbox 360)
- 2010 : Serious Sam HD: The Second Encounter (Windows, Linux[3] et Xbox 360)
- 2011 : Serious Sam: Double D
- 2011 : Serious Sam: Kamikaze Attack!
- 2011 : Serious Sam: The Random Encounter
- 2011 : Serious Sam 3: BFE (Windows, Mac, Linux et Xbox 360)
- 2012 : Serious Sam: The Greek Encounter
- 2013 : Serious Sam: Double D XXL
- 2014 : Serious Sam Classics: Revolution
- 2016 : Serious Sam VR: The Last Hope
- 2017 : Serious Sam VR: The First Encounter (Windows et Linux)
- 2017 : Serious Sam VR: The Second Encounter (Windows et Linux)
- 2017 : Serious Sam's Bogus Detour
- 2020 : Serious Sam 4
- 2022 : Serious Sam: Siberian Mayhem